# Mindre trädtangara
Mindre trädtangara (Camarhynchus parvulus) är en fågel i familjen tangaror inom ordningen tättingar.

## Utbredning och systematik
Mindre trädtangara delas in i två underarter:
- parvulus – förekommer i fuktiga ödemarker på Galápagosöarna (utom Chatham Island)
- salvini – förekommer på San Cristóbal Island (Galápagosöarna)

## Status
Trots det begränsade utbredningsområdet och att den tros minska i antal anses beståndet vara livskraftigt av internationella naturvårdsunionen IUCN. 

## Namn
Denna art tillhör en grupp fåglar som traditionellt kallas darwinfinkar. För att betona att de inte tillhör familjen finkar utan är istället finkliknande tangaror justerade BirdLife Sveriges taxonomikommitté 2020 deras namn i sin officiella lista över svenska namn på världens fågelarter.

## Bilder

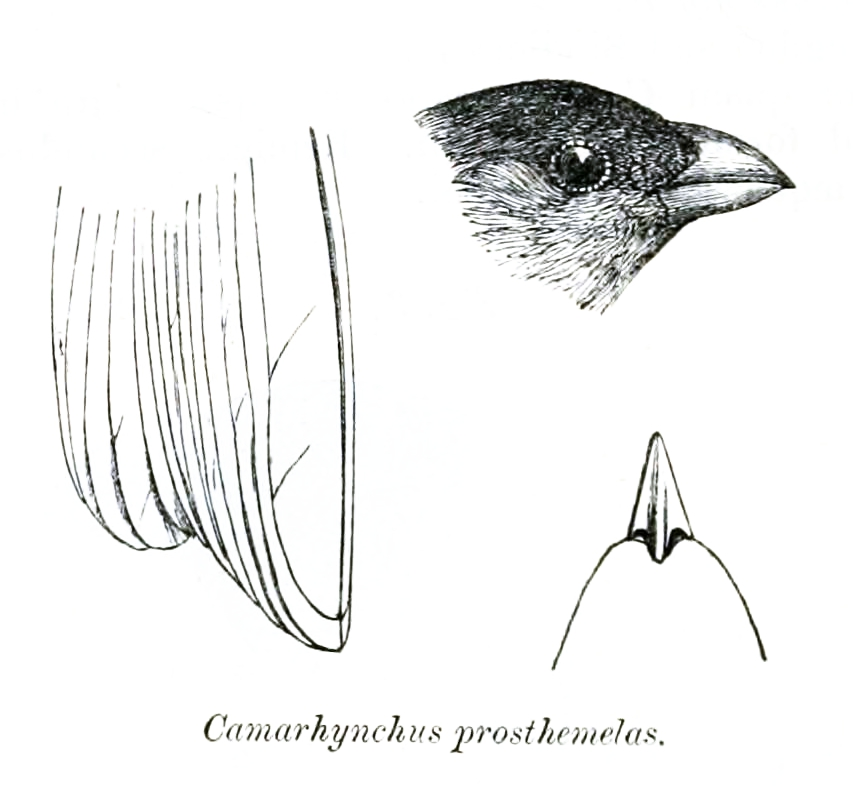